# Dinar
|  | Aquest article tracta sobre la moneda. Vegeu-ne altres significats a «Dinar (menjada)». |

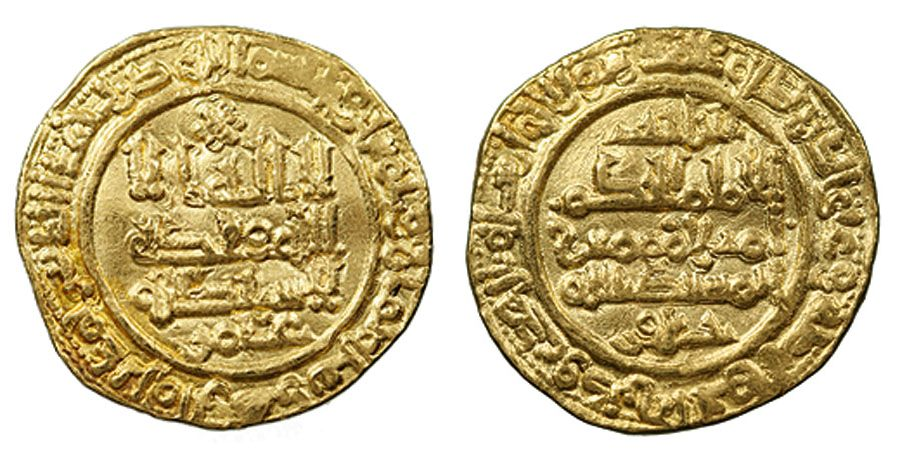
Dinar encunyat a Madīnat al-Zahrā l'any 358 de l'Hègira.

El dinar (de l'àrab دينار, dīnār, pl. دنانير, danānīr) és la unitat monetària de diversos estats del món, la majoria dels quals de llengua àrab o que antigament havien format part de l'Imperi Otomà, ja que històricament fou usada en terres musulmanes. El mot «dinar» té el mateix origen que la paraula diner, ja que ambdues deriven del denari romà.
El dinar era l'antiga moneda musulmana d'or que el califa omeia Abd-al-Màlik ibn Marwan va encunyar entre els anys 691 i 692 i que tenia un pes que, segons les èpoques, va oscil·lar entre els 4,25 g i els 3,85 g. En els inicis imitava els models romans d'Orient, però ben aviat va adquirir caràcter propi i definit, fins al punt que va ser imitat fora dels territoris califals, com fou el cas del mancús a la Catalunya del segle xi, ja que als antics comtats catalans els dinars cordovesos hi circulaven àmpliament. Per aquella època, als territoris d'al-Àndalus que avui formen part dels Països Catalans es van encunyar quarts de dinar a la taifa de València (coneguts com a roals, rovals o «or de València») i diverses fraccions de dinar també a la taifa de Lleida.

## Estats que usen actualment el dinar com a moneda
- Algèria: el dinar algerià
- Bahrain: el dinar de Bahrain

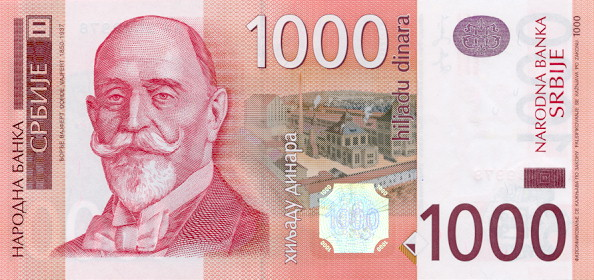
Bitllet de 1.000 dinars serbis en vigor actualment

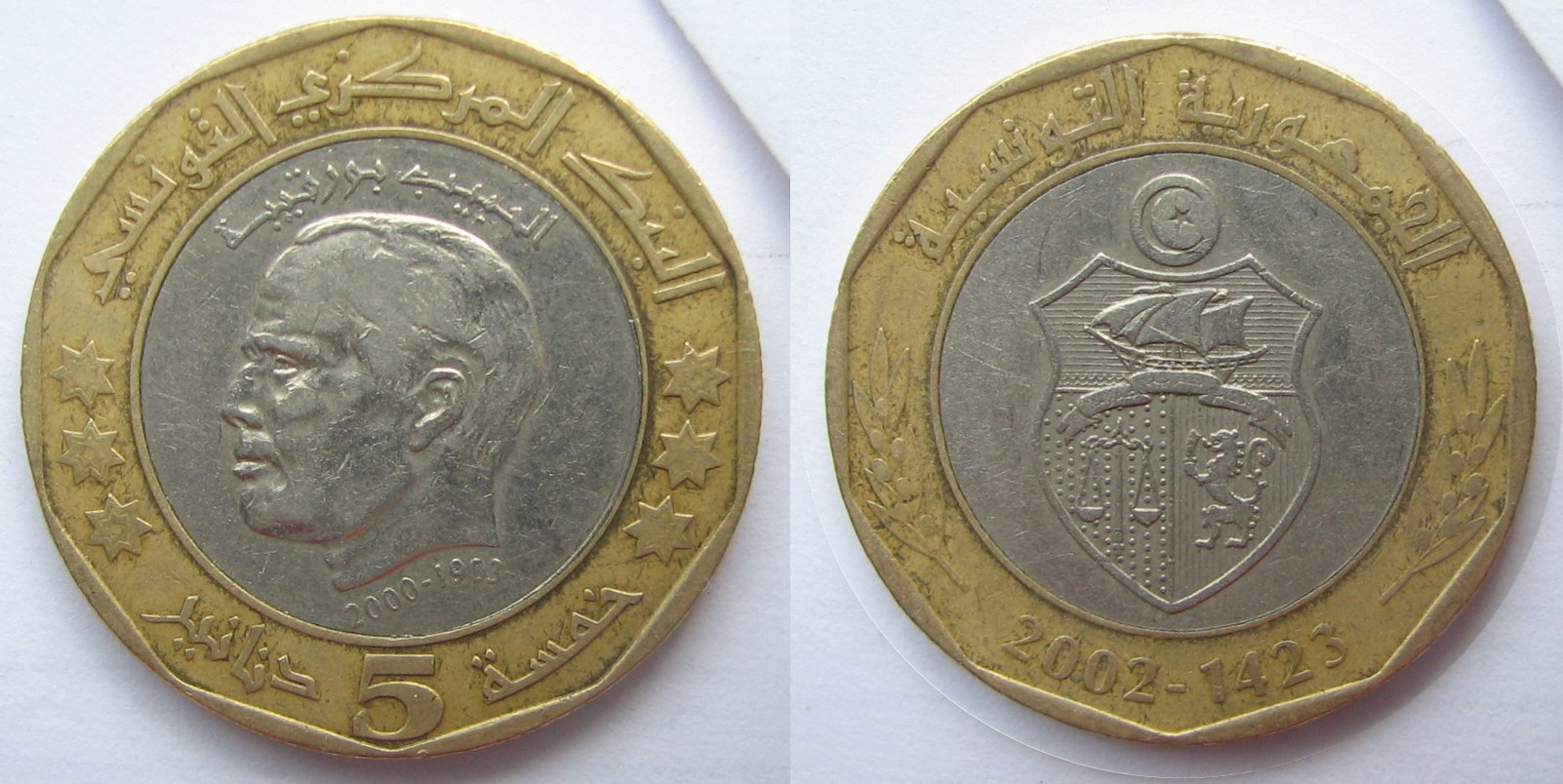
Moneda de 5 dinars tunisians del 2002

- Iran: el rial iranià es divideix en 100 dinars
- Iraq: el dinar iraquià
- Jordània: el dinar jordà
- Kuwait: el dinar kuwaitià
- Líbia: el dinar libi
- Sèrbia: el dinar serbi
- Tunísia: el dinar tunisià

## Estats i territoris que havien usat el dinar com a moneda
- Abu Dhabi: el dinar d'Abu Dhabi
- Bòsnia i Hercegovina: el dinar de Bòsnia i Hercegovina
- Federació d'Aràbia del Sud: el dinar d'Aràbia del Sud
- Croàcia: el dinar croat
- Iemen del Sud: el dinar iemenita
- Iugoslàvia: el dinar iugoslau
- República de la Krajina Sèrbia: el dinar de la Krajina
- República Sèrbia: el dinar de la República Sèrbia
- Sudan: el dinar sudanès